# Hone Tuwhare
Hone Tuwhare (* 21. Oktober 1922; † 16. Januar 2008) war ein bedeutender neuseeländischer Dichter. Er war Māori und ist eng mit den Catlins in der Region Otago verbunden, in denen er die späteren Jahre seines Lebens verlebte.

## Frühe Jahre
Hone Tuwhare wurde in Kaikohe in der Region Northland als Angehöriger des Iwi Nga Puhi (Hapū Ngati Korokoro, Ngati Tautahi, Te Popoto, Uri-o-hau) geboren. Nach dem Tod seiner Mutter zog seine Familie nach Auckland, wo er Grundschulen in Avondale, Māngere und Ponsonby besuchte. Er begann eine Lehre als Kesselmacher bei New Zealand Railways und besuchte dazu 1939 bis 1941 Abendkurse in Mathematik, Technischem Zeichnen und Handelstheorie am Seddon Memorial Technical College in Auckland und 1941 am Otahuhu College. Tuwhare sprach bis zu seinem neunten Lebensjahr Māori. Sein Vater, ein guter Redner und Geschichtenerzähler, ermutigte seinen Sohn in seinem Interesse für das geschriebene und gesprochene Wort, besonders in den Rhythmen und der Bilderwelt des Alten Testaments.

## Entwicklung als Dichter
Ab 1939 begann Tuwhare – ermutigt durch Dichter wie R.A.K. Mason – neben seiner Arbeit als Lehrling bei den Eisenbahnwerkstätten in Otahuhu zu schreiben.
1956 begann er ernsthaft zu schreiben, nachdem er aus einem lokalen Ableger der Kommunistischen Partei ausgetreten war. Sein erstes, möglicherweise bekanntestes Werk, No Ordinary Sun, wurde 1964 veröffentlicht. Es erlangte breite Beachtung und wurde in den folgenden zehn Jahren zehnmal nachgedruckt. Damit wurde es eine der meistgelesenen Gedichtsammlungen eines Einzeldichters in der neuseeländischen Geschichte.
Als in den späten 1950er und frühen 1960er Jahren Tuwhare’s erste Gedichte erschienen, wurden sie als ein Neuanfang in der neuseeländischen Poesie angesehen, da sie sich über die Diskussionen und die Trennung zwischen der Generation der 1930er und der Nachkriegsgeneration erhoben. Vieles der Originalität seines Werkes war seiner spezifischen Sichtweise als Angehöriger der Māori zu verdanken. Die Gedichte zeichnen sich durch die Vielfalt ihrer Stimmungen, die Natürlichkeit in der sie zwischen formaler und informeller Sprache, zwischen Humour und Pathos, Intimität und kontrollierter Wut wechseln, besonders aber wegen der in ihnen vorausgesetzten lockeren Vertrautheit des Einheimischen mit seinen neuseeländischen Lesern aus.
In den späten 1970ern engagierte sich Tuwhare verstärkt in kulturellen und politischen Māori-Initiativen. In der gleichen Zeit wuchs sein nationaler und internationaler Ruf und er erhielt Einladungen nach China und Deutschland. 1982 besuchte Tuwhare mit Unterstützung des Presseamtes der Bundesregierung, des neuseeländischen Außenministeriums und des New Zealand Literary Fund die jährlich stattfindende Konferenz über Commonwealth Literaturen in Kiel. Gefördert vom DAAD besuchte Tuwhare 1985 Berlin. Tuwhare, der Deutsch lernte, und vom Klang und der Bedeutung deutscher Wörter fasziniert war, schrieb eine Reihe von Gedichten mit deutschsprachigen Titeln und deutschsprachigen Passagen. Hierzu gehören das Gedicht 'Street scene from Olshausenstrasse, Kiel' und 'Für mich der Vogel schön singst'. Eine von Irmela Brender übersetzte Auswahl seiner Gedichte wurde unter dem Titel Was wirklicher ist als Sterben  zweisprachig im Rahmen der Straelener Manuskript Edition im Jahre 1985 veröffentlicht. Auch in interkulturellen naturphilosophischen Kontexten wurde Tuwhares Dichtung rezipiert, so auf einem deutsch-neuseeländischen Symposion unter dem Titel In die Natur, Ki te Wheiao, Into Nature, – Naturphilosophie und Naturpoetik in interkultureller Perspektive, welches 2011 am Waikato-Tainui College for Research and Development, Hopuhopu stattfand. Dies betrifft insbesondere Tuwhares Naturwahrnehmung als ein dem individuellen, empirischen Erkennen vorausgehendes und unterliegendes Geschehen sowie sein Lob kindlicher Naturbetrachtung und Achtsamkeit: „In Hone Tuwhares Gedichte(n) steckt eine Fülle profunder Erkenntnis- und Naturtheorie, die ihren Ausgangs- und Endpunkt in der unverstellten kindlichen Wahrnehmung hat“ (Norman Franke).
Während seine ersten Gedichte weiter aufgelegt wurden, kamen ständig neue Werke hinzu. Tuwhare's Schauspiel "In the Wilderness Without a Hat" wurde 1991 publiziert. Drei weitere Gedichtsammlungen folgten: Short Back and Sideways: Poems & Prose (1992), Deep River Talk (1993) und Shape-Shifter (1997). 1999 wurde er Neuseelands zweiter Te Mata Poet Laureate (in etwa Neuseeländischer Dichterfürst), in dessen Ergebnis 2002 Piggy-Back Moon veröffentlicht wurde.
1992 zog der Dichter nach Kaka Point in den Clutha District und viele seiner späteren Gedichte spiegeln die Szenerie der Catlins und der hier verfügbaren Meeresfrüchte. Er hatte eine enge Arbeitsbeziehung mit dem Künstler Ralph Hotere. Oft bezogen sich beider Werke aufeinander.

## Auszeichnungen
1969 und erneut 1974 erhielt er die Robert Burns Fellowship der University of Otago. 1991 erhielt er die University of Auckland Literary Fellowship, 1999 wurde er zu Neuseelands zweitem Te Mata Poet Laureate ernannt. Am Ende seiner zweijährigen Amtsperiode publizierte er 2001 Piggy Back Moon, das für die Montana New Zealand Book Awards nominiert war.
Tuwhare war einer der zehn größten lebenden neuseeländischen Künstler, die bei einer Zeremonie im Jahre 2003 zu Arts Foundation of New Zealand Icon Artists ernannt wurden.
2003 gewann Tuwhare einen der mit 60.000 NZ$ dotierten, in diesem Jahr neu geschaffenen Prime Minister’s Awards for Literary Achievement des Premierministers in der Kategorie „Poetry“ für literarische Errungenschaften auf dem Gebiet der Poesie.
Tuwhare erhielt 2005 die Ehrendoktorwürde in Literaturwissenschaft der University of Auckland. Zum Zeitpunkt seines Todes 2008 wurde er als "Neuseelands verdientester Māori-Autor" angesehen.
Im Juli 2010 wurde The Hone Tuwhare Charitable Trust gegründet, um sein Erbe zu erhalten und fördern.

## Werke
- No Ordinary Sun, Auckland, Blackwood and Janet Paul, 1964
- Come Rain Hail, Dunedin, University of Otago, 1970
- Sapwood and Milk, Dunedin, Caveman Press, 1972
- Something Nothing, Dunedin, Caveman Press, 1973
- Making a Fist of It, Dunedin, Jackstraw Press, 1978
- Selected Poems, Dunedin, McIndoe, 1980
- Year of the Dog. Dunedin, McIndoe, 1982
- Was wirklicher ist als Sterben, Straelen, Straelener-Ms.-Verl, 1985
- Mihi: Collected Poems, Auckland, Penguin, 1987
- Short Back & Sideways, Auckland, Godwit, 1992
- Deep River Talk: Collected Poems, Honolulu, University of Hawaii Press, 1994
- Shape-Shifter, Wellington, Steele Roberts, 1997
- Piggy-back Moon, Auckland, Godwit, 2001
- Oooooo......!!!, Wellington, Steele Roberts, 2005